# Watrange
Watrange (en luxemburguès: Walter; en alemany: Walter) és una vila i centre administratiu de la comuna de Lac de la Haute-Sûre situada al districte de Diekirch del cantó de Wiltz. Està a uns 45 km de distància de la ciutat de Luxemburg.